# Wigginsia
Wigginsia is een geslacht van sponsdieren uit de klasse van de Demospongiae (gewone sponzen).

## Soorten
- Wigginsia curlewensis Rützler, Piantoni, Van Soest & Diaz, 2014
- Wigginsia wigginsi de Laubenfels, 1953